# Тохтор
Тохто́р (рос. Тохтор) — село у складі Акшинського району Забайкальського краю, Росія. Адміністративний центр та єдиний населений пункт Тохторського сільського поселення.

## Населення
Населення — 371 особа (2010; 414 у 2002).
Національний склад (станом на 2002 рік):
- росіяни — 98 %